# Kalinčiakovo (kaštel)
Kaštel Kalinčiakovo je stavba (kaštel), která stojí v obci Kalinčiakovo, městské části Levic.

## Historie
Kaštel nechali v 18. století v barokním stylu postavit Jánokyovci. V roce 1820 jej Majthényiovci klasicistně přestavěli a rozšířili. Posledními majiteli byli Nyáryovci, v jejichž vlastnictví zůstal do roku 1945. Od poslední majitelky Margity Bolfasové si majetek často pronajímal židovský hospodář Móric Freyer. V roce 1924 byla v kaštielu zprovozněna slovenská lidová škola. V roce 1948, po druhé pozemkové reformě, zde nějaký čas bydleli kolonisté.

## Popis
Jedná se o jednopodlažní trojkřídlou budovu se spojovacím sloupořadím. K původní střední budově byla při přestavbě v roce 1820 přistavěna dvě křídla, která jsou s budovou spojena kolonádou. Uprostřed střední budovy vystupuje vstupní portikus s kanelovanými sloupy. V bočních rizalitech se nachází trojice empírových oken se čtvericí sloupků.